# Ring (Album)
Ring (dt. Ring) ist das vierte Studioalbum der japanischen Sängerin Miliyah Katō. Das Album wurde am 8. Juli 2009 in Japan veröffentlicht und debütierte in der ersten Woche auf Platz 2 mit 150.768 verkauften Einheiten in den Oricon-Charts in Japan.

## Details zum Album
Alle Lieder bis auf Love Forever wurden von Miliyah selbst geschrieben – Love Forever entstand kollaborativ mit Shota Shimizu. Die Single Love Forever galt als Grund für den Erfolg des Studioalbums, da die Kollaboration aufgrund der Verkaufszahlen und des häufigen Airplay-Auftritts beiden Künstlern enorme Aufmerksamkeit brachte. Um für das Album zu werben, ging sie vom 9. September bis zum 18. November 2009 mit dem Tournee-Titel Samourai Woman Vanity Presents Katō Miliyah "Ring" Tour 2009 Supported by Kawi Jamele auf Tour. Eigentlich sollte die Tour nur zehn Konzerte haben und bis zum 29. September des Jahres gehen, aber ein weiterer Termin für den 18. November wurde angekündigt, der ihren ersten Auftritt im Nippon Budōkan darstellte. Eine Konzert-DVD zu diesem Austragungsort folgte am 26. Mai 2010 mit dem Titel Ring Tour 2009.
Neben der regulären CD-Version, wurde eine CD+DVD-Version veröffentlicht, die mit den Musikvideos zu den Singles Sayonara Baby / Koishiteru, 20 – Cry und Love Forever daher kommt. Als Bonus waren die ersten drei Episoden des exklusiv für Mobiltelefone ausgestrahlt japanische Doramas 20 – Cry angehängt, für das Miliyahs gleichnamige Lied als Titellied verwendet wurde.
- Katalognummern:

Reguläre CD-Version: SRCL-7055

Limitierte CD+DVD-Version: SRCL-7053~4
Mit 59 Wochen in den wöchentlichen Oricon-Charts und 383.218 verkauften Einheiten hat Miliyah mit Ring ihren längsten Chartsaufenthalt und gleichzeitig ihr meistverkauftes Album veröffentlicht. Für mehr als 250.000 verschiffte Einheiten, wurde das Album von der RIAJ mit Platin ausgezeichnet.

## Titelliste

### CD
| #   | Titel                                    | Übersetzung              | Länge |
| --- | ---------------------------------------- | ------------------------ | ----- |
| 1.  | Sayonara Baby SAYONARAベイベー           | Auf Wiedersehen, Baby    | 4:29  |
| 2.  | Aitai                                    | Ich vermisse dich        | 4:30  |
| 3.  | Love Forever (feat. Shota Shimizu)       | Liebe für immer          | 5:12  |
| 4.  | Breathe Again                            | Wieder einatmen          | 4:32  |
| 5.  | Love for You                             | Liebe für Dich           | 3:58  |
| 6.  | Arigatō ありがとう                       | Dankeschön               | 4:41  |
| 7.  | Kono Machi no Dokoka de この街のどこかで | Irgendwo in dieser Stadt | 4:18  |
| 8.  | Dance Tonight                            | Tanz heut Nacht          | 3:59  |
| 9.  | 20 – Cry                                 | 20 – Weinen              | 4:10  |
| 10. | Time Is Money                            | Zeit ist Geld            | 4:40  |
| 11. | Anata ga Hoshī (あなたが欲しい)          | Ich will dich            | 4:25  |
| 12. | Love Me, Hold Me                         | Lieb mich, halt mich     | 5:05  |
| 13. | Happy Celebration                        | Glückliches Fest         | 5:14  |
| 14. | This Is Love                             | Dies ist Liebe           | 5:36  |
| 15. | People                                   | Menschen                 | 4:04  |

### DVD
| #  | Titel | Anmerkung                            |
| -- | --- | ------------------------------------ |
| 1. | Sayonara Baby | Musikvideo                           |
| 2. | Koishiteru 恋シテル | Musikvideo                           |
| 3. | 20 – Cry | Musikvideo                           |
| 4. | Love Forever | Musikvideo                           |
| 5. | Ketai Ongaku Drama "Dor@mo" 20: Cry Episode 1: Birthday Present ケータイ音楽ドラマ "Dor@mo" 20-Cry - Episode 1~バースデイプレゼント~ | Bonus-Video – 1. Episode zu 20 – Cry |
| 6. | Ketai Ongaku Drama "Dor@mo" 20: Cry Episode 2: Hamburger ケータイ音楽ドラマ "Dor@mo" 20-Cry - Episode 2~ハンバーグ~                  | Bonus-Video – 2. Episode zu 20 – Cry |
| 7. | Ketai Ongaku Drama "Dor@mo" 20: Cry Episode 3: Wasure Mono ケータイ音楽ドラマ "Dor@mo" 20-Cry - Episode 3~わすれもの~                | Bonus-Video – 3. Episode zu 20 – Cry |

## Verkaufszahlen und Charts-Platzierungen

### Charts
| Charts                               | Positionen |
| ------------------------------------ | ---------- |
| Tägliche Oricon Album-Charts         | 1          |
| Wöchentliche Oricon Album-Charts     | 2          |
| Jährliche Oricon Album-Charts (2009) | 18         |

### Verkäufe
| Charts              | Erste Woche | Insgesamt | Charts-Aufenthalt |
| ------------------- | ----------- | --------- | ----------------- |
| Oricon Album-Charts | 150.768     | 383.218   | 59 Wochen         |